# Stelle più vicine alla Terra

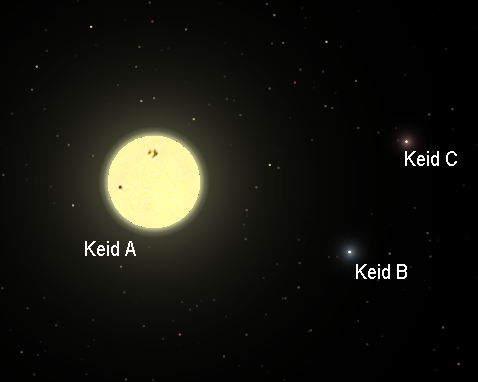
Il sistema multiplo di Keid (40 Eridani), distante 16,5 anni luce dalla Terra.

Questa è una lista delle stelle più vicine alla Terra, ordinata per distanza crescente delle stelle.
Nella lista non è considerato il Sole, posto a 8 minuti luce dalla Terra. La lista comprende 51 sistemi stellari posti a distanza inferiore ai 17 anni luce, ma essendovi molti sistemi multipli, il totale delle singole stelle è di 70. Sono state individuate finora 131 stelle entro una distanza di 20 anni luce dalla Terra.
Solo 10 delle stelle sotto elencate sono visibili ad occhio nudo: α Centauri, Sirio, ε Eridani, Procione, 61 Cygni, ε Indi, τ Ceti, 40 Eridani, 70 Ophiuchi e Altair (il cui nome è su sfondo grigio). Tutte le altre sono così deboli da essere invisibili senza un telescopio, nonostante siano molto vicine a noi. La colorazione della casella della classe spettrale è un'indicazione del colore convenzionalmente attribuito.
Solo 5 stelle delle 70 dell'elenco hanno una massa superiore al Sole: α Centauri A, Sirio A, Sirio B, Procione A e Altair. La gran maggioranza sono molto più piccole del Sole (tra cui 50 nane rosse, tutte invisibili ad occhio nudo).   
Segue una seconda tabella che include alcune stelle recentemente individuate che sembrerebbero avere una distanza inferiore ai 17 anni luce; tuttavia le loro caratteristiche non sono ancora state sufficientemente accertate e non hanno ricevuto una denominazione definitiva. Si tratta di oggetti dalla luminosità debolissima che rende particolarmente difficoltoso il loro studio.
Trattandosi di stelle vicine, le distanze sono state ricavate col metodo della parallasse. I cataloghi usati sono:
- Yale Parallax Catalog [Y]
- Hipparcos [H]
- Soderhjelm 1999 [S]
- Tinney 1996 [T].

## Stelle note con distanza inferiore ai 17 anni luce
| Nr. Ord. | Nome                | Nome                | Classe spettrale | Magnitudine apparente | Magnitudine assoluta | Ascensione retta | Declinazione | Parallasse (arcsec) | Distanza dalla Terra (anni luce) | Fonte |
| Nr. Ord. | Sistema             | Stella              | Classe spettrale | Magnitudine apparente | Magnitudine assoluta | Ascensione retta | Declinazione | Parallasse (arcsec) | Distanza dalla Terra (anni luce) | Fonte |
| -------- | ------------------- | ------------------- | ---------------- | --------------------- | -------------------- | ---------------- | ------------ | ------------------- | -------------------------------- | ----- |
| 1        | Alfa Centauri       | Proxima Centauri    | M5.5Ve           | 11,01                 | 15,53                | 14h 29m 43s      | -62° 40' 46" | 0,772"              | 4,22                             | H, Y  |
| 1        | Alfa Centauri       | Alfa Centauri A     | G2V              | - 0,01                | 4,38                 | 14h 39m 37s      | -60° 50' 2"  | 0,747"              | 4,36                             | S, Y  |
| 1        | Alfa Centauri       | Alfa Centauri B     | K0V              | 1,35                  | 5,71                 | 14h 39m 35s      | -60° 50' 14" | 0,747"              | 4,40                             | S, Y  |
| 2        | Stella di Barnard   | Stella di Barnard   | M4.0Ve           | 9,53                  | 13,22                | 17h 55m 23s      | +04° 33' 18" | 0,547"              | 5,96                             | H, Y  |
| 3        | Wolf 359            | Wolf 359            | M6.0V            | 13,44                 | 16,55                | 10h 56m 28s      | +07° 00' 42" | 0,419"              | 7,78                             | Y     |
| 4        | Lalande 21185       | Lalande 21185       | M5.5e            | 7,47                  | 10,44                | 11h 00m 37s      | +36° 18' 20" | 0,393"              | 8,29                             | H, Y  |
| 5        | Sirio               | Sirio A             | A1V              | - 1,43                | 1,47                 | 06h 45m 09s      | -16° 42' 58" | 0,380"              | 8,58                             | H, Y  |
| 5        | Sirio               | Sirio B             | DA2              | 8,44                  | 11,34                | 06h 45m 09s      | -16° 42' 58" | 0,380"              | 8,58                             | H, Y  |
| 6        | Luyten 726-8        | BL Ceti             | M6.0e            | 12,99                 | 15,85                | 01h 39m 01s      | +17° 57' 00" | 0,374"              | 8,72                             | Y     |
| 6        | Luyten 726-8        | UV Ceti             | M5.5e            | 12,54                 | 15,40                | 01h 39m 01s      | +17° 57' 00" | 0,374"              | 8,72                             | Y     |
| 7        | Ross 154            | Ross 154            | M3.5Ve           | 10,43                 | 13,07                | 18h 49m 49s      | +23° 50' 11" | 0,337"              | 9,68                             | H, Y  |
| 8        | Ross 248            | Ross 248            | M5.5Ve           | 12,29                 | 14,79                | 23h 41m 54s      | +44° 09' 32" | 0,316"              | 10,32                            | Y     |
| 9        | Epsilon Eridani     | Epsilon Eridani     | K2V              | 3,73                  | 6,19                 | 03h 32m 56s      | -09° 27' 30" | 0,310"              | 10,52                            | H, Y  |
| 10       | Lacaille 9352       | Lacaille 9352       | M1.5Ve           | 7,34                  | 9,75                 | 23h 05m 42s      | -35° 51' 11" | 0,304"              | 10,74                            | H, Y  |
| 11       | Ross 128            | Ross 128            | M4.0Vn           | 11,13                 | 13,51                | 11h 47m 45s      | +00° 48' 17" | 0,299"              | 10,91                            | H, Y  |
| 12       | EZ Aquarii          | EZ Aquarii A        | M5.0Ve           | 13,33                 | 15,64                | 22h 38m 34s      | -15° 18' 02" | 0,290"              | 11,26                            | Y     |
| 12       | EZ Aquarii          | EZ Aquarii B        | M?               | 13,27                 | 15,58                | 22h 38m 34s      | -15° 18' 02" | 0,290"              | 11,26                            | Y     |
| 12       | EZ Aquarii          | EZ Aquarii C        | M?               | 14,03                 | 16,34                | 22h 38m 34s      | -15° 18' 02" | 0,290"              | 11,26                            | Y     |
| 13       | Procione            | Procione A          | F5V-IV           | 0,38                  | 2,66                 | 07h 39m 18s      | +05° 13' 30" | 0,286"              | 11,40                            | H, Y  |
| 13       | Procione            | Procione B          | DA               | 10,7                  | 12,98                | 07h 39m 18s      | +05° 13' 30" | 0,286"              | 11,40                            | H, Y  |
| 14       | 61 Cygni            | 61 Cygni A          | K3.5Ve           | 5,21                  | 7,49                 | 21h 08m 52s      | +38° 56' 51" | 0,286"              | 11,40                            | H, Y  |
| 14       | 61 Cygni            | 61 Cygni B          | K4.7Ve           | 6,03                  | 8,31                 | 21h 08m 52s      | +38° 56' 51" | 0,286"              | 11,40                            | H, Y  |
| 15       | Gliese 725          | Gliese 725 A        | M3.0V            | 8,90                  | 11,16                | 18h 42m 47s      | +59° 37' 50" | 0,283"              | 11,52                            | H, Y  |
| 15       | Gliese 725          | Gliese 725 B        | M3.5V            | 11,06                 | 13,30                | 18h 42m 47s      | +59° 37' 50" | 0,283"              | 11,52                            | H, Y  |
| 16       | Groombridge 34      | GX Andromedae       | M1.5V            | 8,08                  | 10,32                | 00h 18min 22.9s  | +44° 01' 23" | 0.281"              | 11,624                           | H,Y   |
| 16       | Groombridge 34      | GQ Andromedae       | M3.5V            | 11,06                 | 13,30                | 00h 18min 22.9s  | +44° 01' 23" | 0.281"              | 11,624                           | H,Y   |
| 17       | Epsilon Indi        | Epsilon Indi        | K5Ve             | 4,69                  | 6,89                 | 22h 03m 22s      | -56° 47' 10" | 0,276"              | 11,82                            | H, Y  |
| 18       | DX Cancri           | DX Cancri           | M6.5Ve           | 14,78                 | 16,98                | 08h 29m 50s      | +26° 46' 37" | 0,276"              | 11,82                            | Y     |
| 19       | Tau Ceti            | Tau Ceti            | G8Vp             | 3,49                  | 5,68                 | 01h 44m 04s      | -15° 56' 15" | 0,274"              | 11,88                            | H, Y  |
| 20       | GJ 1061             | GJ 1061             | M5.5V            | 13,03                 | 15,19                | 03h 35m 57s      | -44° 30' 46" | 0,271"              | 11,92                            |       |
| 21       | YZ Ceti             | YZ Ceti             | M4.5V            | 12,02                 | 14,17                | 01h 12m 31s      | -16° 59' 57" | 0,269"              | 12,13                            | H, Y  |
| 22       | Stella di Luyten    | Stella di Luyten    | M3.5Vn           | 9,86                  | 11,97                | 07h 27m 25s      | +05° 13' 33" | 0,264"              | 12,36                            | H, Y  |
| 23       | Stella di Teegarden | Stella di Teegarden | M6.5V            | 15,40                 | 18,50                | 02h 53m 0.5s     | +16° 52' 58" | 0,260"              | 12,46                            | Y     |
| 24       | Stella di Kapteyn   | Stella di Kapteyn   | sdM0VI           | 8,84                  | 10,87                | 05h 11m 41s      | -45° 01' 06" | 0,255"              | 12,77                            | H, Y  |
| 25       | Lacaille 8760       | Lacaille 8760       | M2Ve             | 6,67                  | 8,69                 | 21h 17m 15s      | -38° 52' 03" | 0,253"              | 12,86                            | H, Y  |
| 26       | Kruger 60           | Kruger 60 A         | M3.0V            | 9,79                  | 11,76                | 22h 28m 00s      | +57° 41' 45" | 0,248"              | 13,14                            | S, Y  |
| 26       | Kruger 60           | Kruger 60 B         | M4.0V            | 11,41                 | 13,38                | 22h 28m 00s      | +57° 41' 45" | 0,248"              | 13,14                            | S, Y  |
| 27       | Ross 614            | Ross 614 A          | M4.5V            | 11,15                 | 13,09                | 06h 29m 23s      | -02° 48' 50" | 0,244"              | 13,34                            | S, Y  |
| 27       | Ross 614            | Ross 614 B          | M5.5V            | 14,23                 | 16,17                | 06h 29m 23s      | -02° 48' 50" | 0,244"              | 13,34                            | S, Y  |
| 28       | Gliese 628          | Gliese 628          | M3.0V            | 10,07                 | 11,93                | 16h 30m 18s      | -12° 39' 45" | 0,236"              | 13,81                            | H, Y  |
| 29       | Gliese 35           | Gliese 35           | DZ7              | 12,38                 | 14,21                | 00h 49m 10s      | +05° 23' 19" | 0,232"              | 14,06                            | H, Y  |
| 30       | Gliese 1            | Gliese 1            | M3.0V            | 8,55                  | 10,35                | 00h 05m 24s      | -37° 21' 27" | 0,229"              | 14,22                            | H, Y  |
| 31       | Wolf 424            | Wolf 424 A          | M5.5Ve           | 13,18                 | 14,97                | 17h 33m 17s      | +09° 01' 15" | 0,228"              | 14,30                            | Y     |
| 31       | Wolf 424            | Wolf 424 B          | M7Ve             | 13,17                 | 14,96                | 17h 33m 17s      | +09° 01' 15" | 0,228"              | 14,30                            | Y     |
| 32       | TZ Arietis          | TZ Arietis          | M4.5V            | 12,27                 | 14,03                | 02h 00m 13s      | +13° 03' 08" | 0,225"              | 14,51                            | Y     |
| 33       | Gliese 687          | Gliese 687          | M3.0V            | 9,17                  | 10,89                | 17h 36m 26s      | +68° 20' 21" | 0,220"              | 14,79                            | H, Y  |
| 34       | LHS 292             | LHS 292             | M6.5V            | 15,60                 | 17,32                | 17h 28m 40s      | -46° 53' 43" | 0,220"              | 14,81                            | Y     |
| 35       | Gliese 674          | Gliese 674          | M3.0V            | 9,38                  | 11,09                | 17h 28m 40s      | -46° 53' 43" | 0,220"              | 14,81                            | H, Y  |
| 36       | Gliese 1245         | Gliese 1245 A       | M5.5V            | 13,46                 | 15,17                | 19h 53m 54s      | -44° 24' 55" | 0,220"              | 14,81                            | Y     |
| 36       | Gliese 1245         | Gliese 1245 B       | M6.0V            | 14,01                 | 15,72                | 19h 53m 55s      | -44° 24' 56" | 0,220"              | 14,81                            | Y     |
| 36       | Gliese 1245         | Gliese 1245 C       | M?               | 16,75                 | 18,46                | 19h 53m 54s      | -44° 24' 55" | 0,220"              | 14,81                            | Y     |
| 37       | Gliese 440          | Gliese 440          | DQ6              | 11,50                 | 13,18                | 11h 45m 43s      | -64° 50' 29" | 0,217"              | 15,06                            | H, Y  |
| 38       | Gliese 1002         | Gliese 1002         | M5.5V            | 13,76                 | 15,40                | 00h 06m 44s      | -07° 32' 22" | 0,213"              | 15,31                            | Y     |
| 39       | Gliese 876          | Gliese 876          | M3.5V            | 10,17                 | 11,81                | 22h 53m 17s      | -14° 15' 49" | 0,213"              | 15,34                            | H, Y  |
| 40       | Gliese 412          | Gliese 412 A        | M1.0V            | 8,77                  | 10,34                | 11h 05m 29s      | +43° 31' 36" | 0,206"              | 15,83                            | H, Y  |
| 40       | Gliese 412          | WX Ursae Majoris    | M5.5V            | 14,48                 | 16,05                | 11h 05m 30s      | +43° 31' 18" | 0,206"              | 15,83                            | H, Y  |
| 41       | Groombridge 1618    | Groombridge 1618    | K7.0V            | 6,59                  | 8,16                 | 10h 11m 22s      | +49° 27' 15" | 0,206"              | 15,85                            | H, Y  |
| 42       | Gliese 388          | Gliese 388          | M3.0V            | 9,32                  | 10,87                | 10h 19m 36s      | +19° 52' 10" | 0,206"              | 15,94                            | Y     |
| 43       | LHS 288             | LHS 288             | M5.5V            | 13,92                 | 15,66                | 10h 44m 32s      | -61° 11' 38" | 0,206"              | 15,94                            | Y     |
| 44       | Gliese 832          | Gliese 832          | M3.0V            | 8,66                  | 10,20                | 21h 33m 34s      | -49° 00' 32" | 0,205"              | 16,08                            | H, Y  |
| 45       | LP 944-020          | LP 944-020          | M9.0V            | 18,50                 | 20,02                | 03h 39m 35s      | -35° 25' 41" | 0,201"              | 16,19                            | T     |
| 46       | DENIS/DEN 02554700  | DENIS/DEN 02554700  | L7.5V            | 22,92                 | 24,44                | 02h 55m 3,7s     | -47° 00′ 52″ | 0,201"              | 16,2                             | H     |
| 47       | Gliese 682          | Gliese 682          | M4.5V            | 10,95                 | 12,45                | 17h 37m 04s      | -44° 19′ 09″ | 0,199"              | 16,3                             | H     |
| 48       | 40 Eridani          | 40 Eridani A        | K1V              | 4,43                  | 5,92                 | 04h 15m 16s      | -07° 39' 10" | 0,198"              | 16,5                             | H     |
| 48       | 40 Eridani          | 40 Eridani B        | DA4              | 9,52                  | 11,01                | 04h 15m 21s      | -07° 39' 29" | 0,198"              | 16,5                             | H     |
| 48       | 40 Eridani          | 40 Eridani C        | M4,5eV           | 11,17                 | 12,66                | 04h 15m 21s      | -07° 39' 22" | 0,198"              | 16,5                             | H     |
| 49       | EV Lacertae         | EV Lacertae         | M3,5eV           | 11,5                  | 10,1                 | 22h 46m 49s      | +44° 20' 02" | 0,198"              | 16,5                             | H     |
| 50       | 70 Ophiuchi         | 70 Ophiuchi A       | K1               | 4,02                  | 5,48                 | 18h 05m 27s      | -02° 30' 00" | 0,195"              | 16,6                             | H     |
| 50       | 70 Ophiuchi         | 70 Ophiuchi B       | K2               | 6,01                  | 7,51                 | 18h 05m 27s      | -02° 30' 00" | 0,195"              | 16,6                             | H     |
| 51       | Altair              | Altair              | A7 IV            | 0,77                  | 2,22                 | 19h 50m 47s      | +08° 52' 06" | 0,194"              | 16,7                             | H     |

## Stelle di recente individuazione e di probabile distanza inferiore ai 17 anni luce
| Nr. Ord. | Nome            | Nome            | Classe spettrale | Magnitudine apparente | Magnitudine assoluta | Ascensione retta | Declinazione | Parallasse (arcsec) | Distanza dalla Terra (anni luce) |
| Nr. Ord. | Sistema         | Stella          | Classe spettrale | Magnitudine apparente | Magnitudine assoluta | Ascensione retta | Declinazione | Parallasse (arcsec) | Distanza dalla Terra (anni luce) |
| -------- | --------------- | --------------- | ---------------- | --------------------- | -------------------- | ---------------- | ------------ | ------------------- | -------------------------------- |
| 1        | SIPS 1259-4336  | SIPS 1259-4336  | M8V              | ?                     | ?                    | 12h 59m 04s      | -43° 36' 22" | 0,276" ± 0.041      | 11,81 ± 1.76                     |
| 2        | SCR 1845-6357   | SCR 1845-6357   | M8.5V            | 17,39                 | 19,41                | 18h 45m 03s      | -45° 01' 06" | 0,259"              | 12,6 ± 0,1                       |
| 3        | SSPM J1549-3544 | SSPM J1549-3544 | D?               | ?                     | ?                    | 15h 48m 40s      | -35° 44' 25" | ?                   | 13 ± 3                           |

## Mappa delle stelle più vicine
La seguente mappa mostra tutti i 31 sistemi stellari posti entro un raggio di 15 anni luce dal Sole. Le stelle doppie e triple sono suddivise nei loro componenti, che appaiono colorati a seconda del loro tipo spettrale.